# Adolfo Balduini
Adolfo Balduini (Altopascio, 1881 – Barga, 1957) è stato un pittore, scultore e incisore italiano.

## Biografia
Nel 1893 raggiunge i genitori emigrati in Argentina e frequenta l'Accademia di Belle Arti di Buenos Aires.
Torna in Italia nel 1901, per studiare presso l'Accademia di Belle Arti di Firenze. Nel 1905 è a Roma per frequentarvi l'Accademia di Belle Arti; è colpito dall'arte di Cambellotti. 
Ritorna in Argentina, ma nel 1909 fa ritorno a Firenze ed è riammesso alla Scuola libera del Nudo.
Si sposa con Amalia Salvi e si trasferisce a Barga.
Dal 1914 è allievo di De Carolis, ma se ne allontana per aderire alla corrente della Secessione de L'Eroica insieme a Lorenzo Viani, Emilio Mantelli  e Antenore Magri, quest'ultimo suo compaesano, interessandosi alla xilografia, con cui lavori collabora alla rivista L'Eroica. È ancora una volta a Buenos Aires, facendone ritorno nel 1915.
Durante la Prima guerra mondiale interrompe la sua attività di pittore per dedicarsi intensamente quella d'incisore.
Nel dopoguerra crea pitture ad olio e bassorilievi in legno con tematiche rurali e popolari prediligendo i lavori in legno, dalla xilografia, all'intaglio, al graffito. 
Nel 1930 partecipa alla Biennale di Venezia.
Tra le sue opere più famose: Profughi, Lauretta, Bimba che fa la trina, Torgitora.

## Opere
- L'urlo dell'immagine, la grafica dell'Espressionismo italiano, Allemandi & C., Torino, 2014.